# (173094) Wielicki
(173094) Wielicki – planetoida z głównego pasa planetoid okrążająca Słońce w ciągu 4,86 lat w średniej odległości 2,87 au. Odkrył ją Vincenzo Silvano Casulli 14 października 2007 roku ze swojego prywatnego obserwatorium Vallemare di Borbona. Nazwa planetoidy pochodzi od Krzysztofa Wielickiego (ur. 1950) – polskiego wspinacza i himalaisty, który jako piąty w świecie zdobył wszystkie 14 ośmiotysięczników. Przed nadaniem nazwy planetoida nosiła oznaczenie tymczasowe (173094) 2007 TM69.